# Smilethericles borana
Smilethericles borana är en insektsart som beskrevs av Baccetti 1997. Smilethericles borana ingår i släktet Smilethericles och familjen Thericleidae. Inga underarter finns listade i Catalogue of Life.